# Bulbophyllum hirundinis
Bulbophyllum hirundinis är en orkidéart som först beskrevs av François Gagnepain, och fick sitt nu gällande namn av Gunnar Seidenfaden. Bulbophyllum hirundinis ingår i släktet Bulbophyllum och familjen orkidéer. Inga underarter finns listade i Catalogue of Life.